# Marek Janicki (specjalista reklamy)
Marek Janicki (ur. 1951, zm. 21 czerwca 2017) – polski specjalista w zakresie reklamy.

## Życiorys
W okresie PRL związany był z TVP, a następnie w latach 80. XX wieku dołączył do założonej przez Mariusza Waltera i Jana Wejcherta, firmy ITI Video Service. W 1990 gdy ITI Video Service zdecydowało się otworzyć polski oddział agencji McCann Erickson został jego twórcą oraz szefem kierując nim do 2010, od 2001 jako CEO całej grupy McCann w Polsce. Był jednym z twórców Stowarzyszenia Komunikacji Marketingowej SAR oraz wieloletnim członkiem Rady Dyrektorów Grupy ITI. Należał do czołowych twórców branży reklamowej w Polsce po trasformacji systemowej. Z zarządzania grupą McCann w Polsce zrezygnował w 2010 z powodów zdrowotnych. Zmarł 21 czerwca 2017.

## Odznaczenia
- W 2005 odznaczony Krzyżem Kawalerskim Orderu Odrodzenia Polski[6].